# Francisco Hormazábal
Francisco Hormazábal Castillo (* 4. Juli 1919 in Antofagasta; † 13. Januar 1990 in Santiago de Chile) war ein chilenischer Fußballspieler und -trainer. Als Spieler gewann der Mittelfeldspieler dreimal die chilenischer Meisterschaft und nahm mit Chile am Campeonato Sudamericano 1945 teil. Als Trainer gewann Francisco Hormazábal zwei nationale Meistertitel und trainierte das Nationalteam Chiles von 1963 bis 1965.

## Vereinskarriere
Francisco Hormazábal begann im Stadtteil San Eugenio Fußball zu spielen und ging 1936 in die Jugend von CSD Colo-Colo. 1940 debütierte er in der ersten Mannschaft in einem Freundschaftsspiel als Mittelstürmer. Kurz darauf wurde er an Universidad Católica verliehen, wo er ein Spiel gegen CD Magallanes absolvierte. Hormazábal kehrte zu Colo-Colo zurück und spielte ab 1941 unter dem ungarischen Trainer Ferenc Plattkó als rechter Mittelfeldspieler. Gemeinsam mit den Mittfeldkollegen Óscar Medina und José Pastene gewann er 1941 ungeschlagen die Meisterschaft. Im Folgejahr verletzte sich Hormazábal am Knie, so dass er sechs Monate kein Spiel absolvierte. Nach seiner Rückkehr etablierte er sich wieder im Team und gewann 1944 seinen zweiten Meistertitel mit den Caciques. 1945 verletzte sich Hormazábal erneut und ließ sich in Buenos Aires operieren, wo er vier Monate blieb. 1947 gewann Hormazábal seine dritte Meisterschaft. 1949 beendete er seine Karriere aufgrund einer Knöchelverletzung.

## Nationalmannschaftskarriere
Francisco Hormazábal debütierte für Chile beim Campeonato Sudamericano 1945 im Januar 1945. Im Auftaktspiel gegen Ecuador gewann Chile mit 6:3, Hormazábal traf zum zwischenzeitlichen 3:2. Nach dem 1:1-Unentschieden gegen Argentinien und dem 1:0-Sieg gegen Uruguay war die Partie gegen Brasilien sein letztes Länderspiel. Chile wurde nach der 0:1-Niederlage Turnierdritter.

## Trainerkarriere
1950 begann Francisco Hormazábal als Trainer und leitete Fiap de Tomé in einem Regionalwettbewerb der Zentralzone. 1952 errang er mit CD Palestino seinen ersten Titel in der Segunda División, der zweiten Liga. 1954 wurde Hormazábal Meister der Segunda División O’Higgins Braden, als O’Higgins de Rancagua in die Primera División aufstieg. Er verbrachte drei Jahre in Rancagua und ging dann zu Deportes Colchagua.
Hormazábal kehrte nach Santiago zurück und coachte die Vereine der Hauptstadt: 1959 und 1960 Unión Española, 1962 Ferrobadminton. 1962 arbeitete er als Co-Trainer für Nationaltrainer Fernando Riera und wurde selbst 1963 Trainer von Chile. Gleichzeitig trainierte er noch die Vereine Santiago Morning im Jahr 1963 und gewann mit CD Green Cross im Jahr 1964 ungeschlagen die Zweitligameisterschaft. Das Nationalteam führte der Coach in der Qualifikation zur Fußball-Weltmeisterschaft 1966 an, allerdings gab er den Posten vor dem Entscheidungsspiel ab. Chile qualifizierte sich mit einem 2:1-Sieg gegen Ecuador für das Turnier in England.
Im Jahr 1966 wurde Hormazábal Trainer von Independiente Medellín. Zurück in Chile führte er 1968 Antofagasta Portuario zur Zweitligameisterschaft und konnte das Team in der ersten Liga halten. 1970 wurde Hormazábal erstmals als Trainer chilenischer Meister mit dem CSD Colo-Colo. Nach einem Aufenthalt bei den Santiago Wanderers ging er nach Kolumbien zu Independiente Medellín zurück. In Kolumbien betreute er weitere Klubs und wurde mit Independiente Santa Fe kolumbianischer Meister. Santa Fe musste nach diesem Titel 37 Jahre auf die erneute Meisterschaft warten. Zum Abschluss seiner Karriere kehrte Hormazábal nach Chile 1984 zurück und wurde mit CD Huachipato Meister der Segunda División. Bei seiner letzten Station Audax Italiano beendete Hormazábal aus gesundheitlichen Gründen seine Trainerkarriere. Er starb fünf Jahre später an den Folgen eines Herzinfarkts.

## Erfolge

### Spieler
CSD Colo-Colo
- Chilenischer Meister: 1941, 1944, 1947

### Trainer
CD Palestino
- Meister der Segunda División: 1953

O’Higgins Braden
- Meister der Segunda División: 1954

Green Cross
- Meister der Segunda División: 1963

Antofagasta Portuario
- Meister der Segunda División: 1968

CSD Colo-Colo
- Chilenischer Meister: 1970

Independiente Santa Fe
- Kolumbianischer Meister: 1975

CD Huachipato
- Meister der Segunda División: 1984